# Nuevo realismo

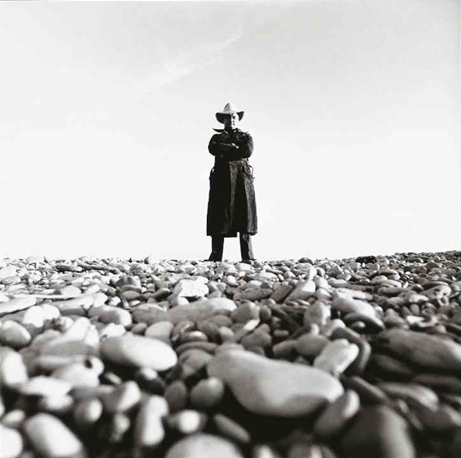
Arman. Foto: Lothar Wolleh

El nuevo realismo (en francés, nouveau réalisme; en inglés, new realism) es un movimiento artístico de pintura fundado en 1960 por el crítico de arte Pierre Restany y el pintor Yves Klein, durante la primera exposición colectiva en la galería Apollinaire de Milán. El nuevo realismo fue, junto con Fluxus y otros grupos, una de las numerosas tendencias de la vanguardia de los años 1960.

## Historia
Pierre Restany escribió el Primer manifiesto del nuevo realismo en abril de 1960. Esta declaración conjunta proclamó un «nuevo enfoque perceptivo de lo real»; fue firmada el 27 de octubre de 1960, en el taller de Yves Klein, por nueve personas: Yves Klein, Arman, Francois Dufrêne, Raymond Hains, Martial Raysse, Pierre Restany, Daniel Spoerri, Jean Tinguely y Jacques de la Villeglé. El término «Nuevo Realismo» fue usado por vez primera en mayo de 1960 por Pierre Restany, para describir las obras de Arman, François Dufrêne, Raymond Hains, Yves Klein, Jean Tinguely y Jacques Villeglé, expuestas en Milán. Lo habían discutido antes con Klein, quien prefería la expresión réalisme d'aujourd'hui («realismo de hoy») y criticó el término «Nuevo». En 1961 se les unió César, Mimmo Rotella, después Niki de Saint Phalle y Gérard Deschamps. El artista Christo se unió al grupo en 1963. 
El movimiento nace de forma paralela al Pop Art estadounidense y a menudo es visto como su trasposición a Francia, por su uso y su crítica de los objetos comerciales producidos en masa, como los carteles cinematográficos rasgados de Villeglé, o las colecciones de basura y escombros de Arman. No obstante, el pop se fija en la parte más brillante del consumo y el nuevo realismo en la faceta más oscura del capitalismo. El Nuevo Realismo mantuvo una relación más cercana con el dadaísmo que con el Pop Art. De hecho, su segundo manifiesto, escrito entre el 17 de mayo y el 10 de junio de 1961, se tituló 40° au-dessus de Dada (40° por encima de Dadá). Klein, sin embargo, tomó cierta distancia en fecha tan temprana como 1961, rechazando la herencia dadaísta. Se disolvió en 1970.

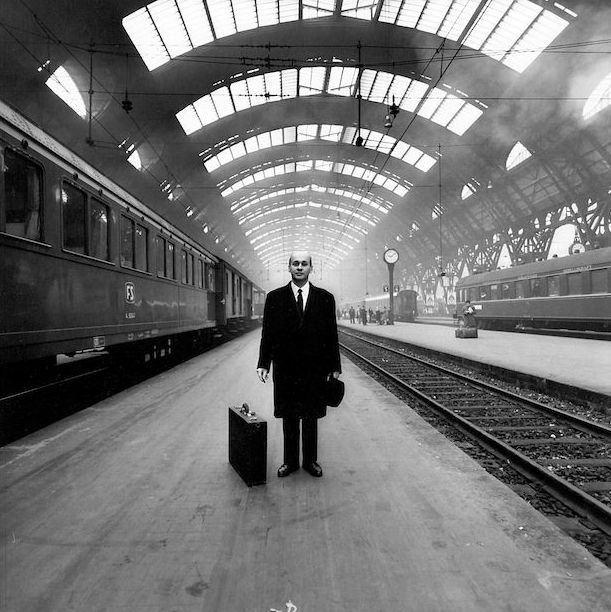
Villiglé. Foto: Lothar Wolleh

La primera exposición de los «Nouveaux réalistes» tuvo lugar en noviembre de 1960 en el festival de Vanguardia de París. Esta exposición fue seguida por otras: en mayo de 1961 en la Galería J.; en Nueva York en 1962 y en la Bienal de San Marino en 1963 (que sería la última muestra colectiva del grupo). El movimiento tuvo dificultades a la hora de mantener un programa cohesivo después de la muerte de Yves Klein.
Fuera de Francia, cabe citar a pintores estadounidenses y británicos como Lucian Freud, Alex Katz, Alfred Leslie y Alice Neel. Su movimiento se denominó New realism, y presentan algunas diferencias con sus homólogos franceses. Así, aunque abordan temas de la vida cotidiana, suelen practicar un arte realista que recuerda a la Nueva objetividad.

## Concepciones del Nuevo Realismo
Los miembros del grupo veían el mundo como una imagen, de la que ellos tomarían partes y las incorporarían a su obra. Buscaban unir lo más posible la vida y el arte. Estos artistas declararon que se habían juntado sobre la base de su «singularidad colectiva», queriendo decir con ello que se habían unido a pesar de, o quizás debido a, sus diferencias.
A pesar de toda la diversidad de su lenguaje plástico, percibían la existencia de una base común para su obra, siendo este un método de apropiación directa de la realidad, equivalente, en términos de Pierre Restany, a un «reciclado poético de la realidad urbana, industrial y publicitaria».
Abogaban por un regreso a la «realidad», en oposición al lirismo de la pintura abstracta, pero evitando las trampas del arte figurativo, al que consideraban o bien pequeñoburgués o realismo socialista. Usaban objetos exteriores para explicar la realidad de su tiempo. Aplicaron la técnica del décollage (lo opuesto a los collages), en particular a través del uso de carteles rasgados o lacerados, una técnica de François Dufrene, Jacques Villeglé, Mimmo Rotella y Raymond Hains. A menudo estos artistas trabajaron en colaboración y era su intención presentar sus obras de arte en la ciudad de París de manera anónima.

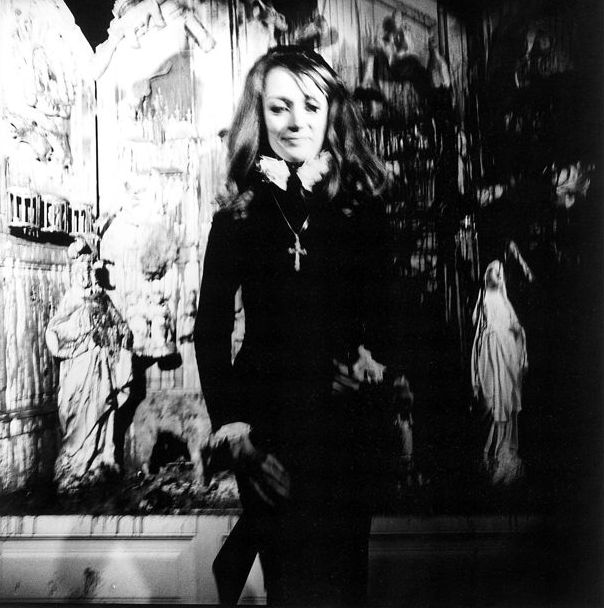
Niki de Saint Phalle. Foto: Lothar Wolleh

## Artistas del movimiento
- Los del primer manifiesto, en octubre de 1960 :
- Yves Klein
- César Baldaccini ("César")
- Armand Fernández ("Arman")
- François Dufrêne
- Raymond Hains
- Jean Tinguely
- Jacques Villeglé
- Martial Raysse
- Daniel Spoerri

## Análisis crítico
Los artistas recuperan los objetos de la sociedad para hacer reliquias, símbolos potentes del consumo. Un ejemplo son las compresiones de César, que ponen en escena automóviles, siendo el objetivo transformar un objeto de culto de nuestra sociedad y hacer algo distinto, a través de sus formas geométricas.
Se constata también la desaparición del material noble, los nuevos realistas ya no utilizan bronce o piedra, sino chapa o cemento, materiales industriales. «La escuela nizarda ha venido a enseñarnos la belleza de lo cotidiano. Hacer del consumidor a un productor de arte. Una vez que un ser se integra en esta visión, ser vuelve muy rico, para siempre. Estos artistas quieren apropiarse el mundo para dárselo. A ustedes les corresponde acogerlos o rechazarlos».

### El objeto como material
Los «ensambladores» realizan montajes de diversos objetos, desde la ropa interior femenina hasta piezas metálicas. La acumulación de Arman, es una aglomerado de coches de marca Renault, que trabajó directamente para encontrar su materia prima. Su obra no tiene utilidad particular sino que quiere sobre todo el movimiento y el color, donde no se retiene más que los efectos plásticos. 
La materia prima no se desdeña, sino que se utiliza para trabajar sobre ella y convertirla en material. Otra forma de transformar esta materia en material, según César, es su espuma de poliuretano, un material casi vivo que escapa al control del artista, es la materia la que fija sus propios límites, y la obra se independiza del proyecto plástico. 
Gérard Deschamps, por su parte, ensambla trapos, ropa interior femenina (lo que hizo que le censuraran en numerosas ocasiones) o expone toldos de indicación del ejército estadounidense, placas de blindaje, chapas onduladas irisadas por el calor, patchworks, globos en cajas en plexiglás o en redes, monopatines, «pneumoestructuras» hechas de boyas o colchones neumáticos, y velas.

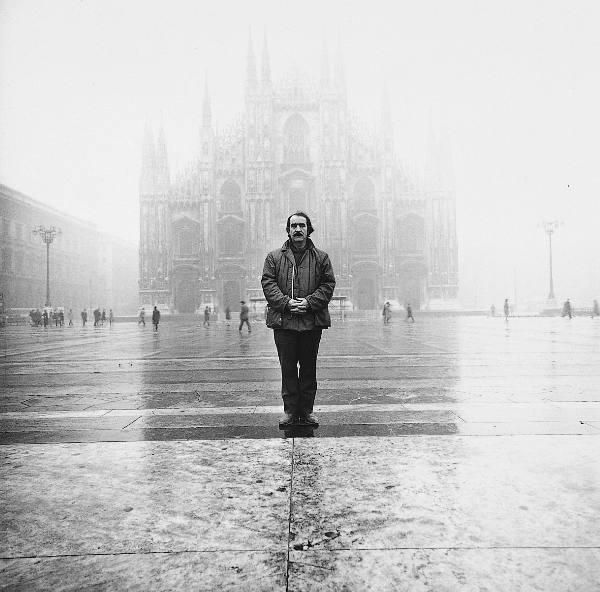
Jean Tinguely. Foto: Lothar Wolleh

### El objeto como rechazo
También es ensamblador Daniel Spoerri, cuya obra da cuenta de la sociedad de consumo que come. Usa los cubos de basura de sus vecinos, de sus congéneres. Se trata de coger un momento importante del día, que es fijo y reinvertirlo en el arte. La resina se pega contra la pared como una tela. Su pretensión es fijar el tiempo de un momento considerado agradable mientras que la sociedad quiere cada vez más hacer de él una mercancía y presionar. La comida no es ya el momento distendido que era antes, sino que se convierte en el nuevo objetivo de las grandes sociedades de consumo, que se encuentra más a menudo en una sucursal de comida rápida que en la casa de cada uno. Hay que hacer algo rápidamente, de manera simple, sin que importe si es realmente bueno. Es necesario hacer rápidamente, alimentarse, comer, bulímicamente, para llenarse, Spoerri hace hincapié aquí en la necesidad de una vuelta a las fuentes, y de otro tipo de sociedad de consumo. Fundó en 1962 el grupo Eat art («arte de la comida»).
Un itinerario paralelo, aunque distinto, siguen los llamados «cartelistas», como Jacques de La Villeglé, Raymond Hains, François Dufrêne y Mimmo Rotella, quienes se vuelven hacia el universo de la publicidad y de la sociedad de consumo, seleccionando carteles que quitan, superponen, desgarran y recomponen.

### Las «Actions-spectacles»
Las «Actions-spectacles» (Acciones-espectáculo) son lo que más tarde se llamarán performances donde la obra de arte se construye (o se destruye) delante del público. Uno de los ejemplos más conocidos son las anthropométries («antropometrías» o «mujeres pincel») de Yves Klein, en las que el pintor cubría de azul ultramar a una serie de mujeres jóvenes desnudas que ruedan sobre una tela blanca, dejando el rastro visual de sus movimientos. Este azul es el color azul intenso patentado por Klein como el International Klein Blue o Azul Klein Internacional (IKB, =PB29, =CI 77007).